# Nacaduba visuna
Nacaduba visuna är en fjärilsart som beskrevs av Hans Fruhstorfer 1916. Nacaduba visuna ingår i släktet Nacaduba och familjen juvelvingar. Inga underarter finns listade i Catalogue of Life.